# Bisdom Guntur
Het bisdom Guntur (Latijn: Dioecesis Gunturensis) is een rooms-katholiek bisdom met als zetel Guntur, in India. Het bisdom is suffragaan aan het aartsbisdom Visakhapatnam. 

## Geschiedenis
Het bisdom werd opgericht op 13 februari 1940, uit delen van het bisdom Nellore, en was suffragaan aan het aartsbisdom Madras-Mylapore. Op 19 september 1953 veranderde het van kerkprovincie en werd suffragaan aan het aartsbisdom Visakhapatnam. 

## Parochies
Het bisdom had in 2021 een oppervlakte van 12.803 km2 en telde 6.188.380 inwoners waarvan 8,6% rooms-katholiek was.

## Bisschoppen
- Thomas Pothacamury (9 april 1940 - 15 oktober 1942)
- Ignatius Mummadi (13 juli 1943 - 26 november 1973)
- Balashoury Thanugundla (26 november 1973 - 25 september 1974)
- Kagithapu Mariadas (19 december 1974 - 10 september 1982)
- Bali Gali (2 juli 1984 - 25 juni 2016)
- Bhagyaiah Chinnabathini (25 juni 2016 - heden)

Visakhapatnam (aartsbisdom) · Eluru · Guntur · Nellore · Srikakulam · Vijayawada